# Kamik (Svetac)
Kamik je pučinska hrid u Jadranskom moru, na hrvatskom dijelu Jadrana. Nalazi se zapadno od otoka Svetca. Najviši vrh je na 40 m/nm.